# 787
787 (DCCLXXXVII) fue un año común comenzado en lunes del calendario juliano, en vigor en aquella fecha.

## Acontecimientos
- Se celebra el Concilio de Nicea II, séptimo de los ecuménicos.

## Nacimientos
- Al-Amín, califa abbasí de Bagdad.
- Albumasar, también conocido como al-Falaki o Albumasar fue un matemático, astrónomo y astrólogo persa, además de ser de los primeros filósofos islámicos.[1]
- San Metodio, Patriarca de Constantinopla. No confundirlo con el hermano de San Cirilo.

## Fallecimientos
- Arechis II, duque de Benevento